# Don't Smile at Me Tour
Don't Smile at Me Tour é a primeira turnê da cantora e compositora Billie Eilish. Acompanhando seu EP de estreia, Don't Smile at Me, a turnê foi anunciada em julho de 2017, junto dos locais dos eventos, que ocorreram todos nos Estados Unidos, com exceção de um que ocorreu em Toronto, Canadá.

## Sinopse
Os shows da turnê iniciam com "Copycat" durante o piscar das luzes. Em seguida a apresentação fica mais lenta e "Idontwannabeyouanymore" é apresentado, seguido de "Watch". Enquanto segura um ukulele, Eilish parti para tocar "Party Favor" e, em seguida, faz a transição para "Hotline Bling", de Drake. Logo depois, ele faz a estreia da canção "Listen" e segue "Ocean Eyes". Então a cantora retorna ao palco e faz um bis de "Bellyache".

## Repertório
Este repertório é do show de 20 de outubro de 2017, na Filadélfia, Pensilvânia. Não necessariamente tiveram essas mesmas músicas nos demais shows da turnê.
1. "Copycat"
2. "Idontwannabeyouanymore"
3. "Watch"
4. "Six Feet Under"
5. "Hotline Bling"
6. "Party Favor"
7. "I’m in Love Without You"
8. "Listen"
9. "Ocean Eyes"
10. "Wish You Were Gay"

Bis
1. "Bellyache"

## Shows
| Data                  | Cidade          | País           | Local                  |
| --------------------- | --------------- | -------------- | ---------------------- |
| 4 de outubro de 2017  | Santa Ana       | Estados Unidos | Constellation Room     |
| 5 de outubro de 2017  | Los Angeles     | Estados Unidos | The Echo               |
| 7 de outubro de 2017  | São Francisco   | Estados Unidos | Rickshaw Stop          |
| 9 de outubro de 2017  | Portland        | Estados Unidos | Holocene               |
| 10 de outubro de 2017 | Seattle         | Estados Unidos | The Crocodile Back Bar |
| 12 de outubro de 2017 | Chicago         | Estados Unidos | Schubas Tavern         |
| 14 de outubro de 2017 | Toronto         | Canadá         | Drake Hotel            |
| 16 de outubro de 2017 | Brooklyn        | Estados Unidos | Baby’s All Right       |
| 19 de outubro de 2017 | Cambridge       | Estados Unidos | Sonia                  |
| 20 de outubro de 2017 | Filadélfia      | Estados Unidos | World Café Live        |
| 21 de outubro de 2017 | Washington D.C. | Estados Unidos | Rock & Roll Hotel      |